# WTA do Rio de Janeiro de 2015
O WTA do Rio de Janeiro de 2015, (ou Rio Open de 2015), foi um torneio feminino de tênis disputado em quadras de saibro e que faz parte da categoria International, sediado no Jockey Club Brasileiro, no Rio de Janeiro.

## Campeãs

### Simples
- Sara Errani venceu  Johanna Larsson, 7–6, 6–3

### Duplas
- Ysaline Bonaventure /  Rebecca Peterson venceram  Irina-Camelia Begu /  María Irigoyen, 3–0, ab.